# أي تي سي المحدودة
أي تي سي المحدودة هي شركة هندية عملاقة مقرها في كولكاتا، الهند. يتمتع مركز التجارة الدولية بحضور متنوع عبر الصناعات مثل السلع الاستهلاكية، والفنادق، والبرمجيات، والتغليف، والورق المقوى، والأوراق المتخصصة، والأعمال التجارية الزراعية. تمتلك الشركة 13 شركة في 5 قطاعات. تصدر منتجاتها في 90 دولة. منتجاتها متوفرة في 6 ملايين منفذ بيع بالتجزئة.
في 17 أبريل 2023، تجاوزت قيمتها السوقية معلمًا بلغ 500000 كرور روبية هندية (83 مليار دولار أمريكي) لأول مرة في تاريخ الشركة، متبوعًا بعبور 600000 كرور روبية هندية (100 مليار دولار أمريكي)  في 20 يوليو 2023 وأصبحت أكبر شركة سلع استهلاكية في الهند تجاوزت القيمة السوقية لشركة هندوستان يونيليفر في اليوم التالي. توظف 36500 شخص في أكثر من 60 موقعًا في جميع أنحاء الهند.

## التاريخ

### تجارة التبغ والسنوات الأولى
كانت آي تي سي المحدودة تُعرف في الأصل باسم"شركة التبغ الإمبراطورية الهندية المحدودة"،
حيث خلفت شركة W.D. & H.O. Wills [الإنجليزية] في 24 أغسطس 1910 كشركة مملوكة بريطانيًا مسجلة في كولكاتا. نظرًا لأن الشركة كانت تعتمد في المقام الأول على الموارد الزراعية، فقد دخلت في شراكات في عام 1911 مع مزارعين من الجزء الجنوبي من الهند للحصول على أوراق التبغ. تحت مظلة الشركة، تأسست"شركة تطوير التبغ الهندي المحدودة"في منطقة غونتور في ولاية أندرا براديش عام 1912. تم إنشاء أول مصنع للسجائر للشركة في عام 1913 في بنغالور.
في عام 1928، بدأ تشييد المقر الرئيسي للشركة،"بيت فيرجينيا"في كلكتا. استحوذت شركة اي تي سي على مصنع شركة كاريراس للتبغ [الإنجليزية] في كيدربور في عام 1935 لتعزيز وجودها بشكل أكبر.  ساعدت شركة اي تي سي في إنشاء مصنع محلي لصنع ورق السجائر في عام 1946 لتقليل تكاليف الاستيراد بشكل كبير. ثم تم إنشاء مصنع للطباعة والتغليف في مدراس عام 1949.  استحوذت الشركة على أعمال التصنيع لشركة مصنعي التبغ (الهند) المحدودة وأعمال الطباعة الحجرية التكميلية لشركة الطابعات (الهند) المحدودة في عام 1953.

## التأسيس
تأسست الشركة في عام 1910 باسم شركة التبغ الإمبراطورية في الهند المحدودة

## الأسم
تمت إعادة تسميتها إلى شركة التبغ الهندية المحدودة في عام 1970، ثم إلى شركة اي تي سي المحدودة في عام 1974. تحمل الشركة الآن اسم اي تي سي المحدودة، حيث لم يعد"ITC"اليوم اختصارًا.

## المساهمة والقوائم
أسهم الملكية في شركة اي تي سي مدرجة في بورصة بومباي (BSE) والبورصة الوطنية الهندية (NSE) وبورصة كلكتا [الإنجليزية](CSE). كما أن الإيصالات الإيداعية العالمية [الإنجليزية] (GDRs) للشركة مدرجة في بورصة لوكسمبورغ. تعتبر شركة اي تي سي من مكونات مؤشرين رئيسيين لسوق الأسهم في الهند: BSE SENSEX [الإنجليزية] وNIFTY 50 [الإنجليزية] التابع لـ NSE.
في يوليو 2023، وافق مجلس إدارة شركة أي تي سي المحدودة. مبدئيًا على فصل أعمال الفنادق وتشكيل شركة فرعية مملوكة بالكامل تسمى فنادق أي تي سي.
| المساهمين (كما في 31 مارس 2020)                    | المساهمة |
| -------------------------------------------------- | -------- |
| المؤسسات المالية                                   | 42.41%   |
| مؤسسات الصناعات السمكية وشركات الاستثمار الأجنبي   | 14.63%   |
| شركات اجنبية                                       | 29.47%   |
| الهنود غير المقيمين، أو سي ايز، والمواطنين الأجانب | 0.69%    |
| شركات الجسم                                        | 1.03%    |
| العامة وغيرها                                      | 11.65%   |
| مشاركة إيصالات الإيداع العالمية الأساسية           | 0.12%    |
| المجموع                                            | 100.0%   |

## موظفين
وفقًا للتقرير السنوي للشركة، كان لديها أكثر من 28000 موظف اعتبارًا من 31 مارس 2020. أنفقت 2145 كرور روبية على مزايا الموظفين خلال السنة المالية 2012-2013. خلال نفس العام، بلغ معدل استنزاف الموظفين 12%.
فاز رئيس مجلس إدارة شركة اي تس سي يوجيش تشاندرا ديفشو (توفي عام 2019) بجوائز وتقدير مشهود بما في ذلك بادما بوشان من حكومة الهند 2005-2009، من قبل مجموعة بوسطن الاستشارية والرئيس التنفيذي السابع الأفضل أداءً في العالم من قبل هارفارد بيزنس ريفيو.
انضمت ميرا شانكر [الإنجليزية]، السفيرة الهندية في الولايات المتحدة الأمريكية بين عامي 2009 و2011، إلى مجلس إدارة شركة أي تي سي المحدودة في عام 2012 بصفتها أول مديرة في تاريخها. وهي مدير غير تنفيذي إضافي للشركة.

## روابط خارجية
- الموقع الرسمي